# Coptopteryx gigliotosi
Coptopteryx gigliotosi är en bönsyrseart som beskrevs av Toledo Piza 1973. Coptopteryx gigliotosi ingår i släktet Coptopteryx och familjen Mantidae. Inga underarter finns listade i Catalogue of Life.